# Герб Горішніх Плавнів
Герб Горішніх Плавнів — офіційний символ міста Горішні Плавні Полтавської області, затверджений 2 червня 1995 рішенням позачергової сесії Комсомольської міської ради XXII скликання.

## Опис
Герб являє собою щит синього кольору. Герб відображає в символах сутність Горішніх Плавнів, а саме: розпечена куля окатиша — основна продукція гірничо-збагачувального комбінату; хвилі на синьому полі — розташування міста на березі Дніпра; червоний трикутник — символ заліза, сировину для виготовлення якого видобувають у Горішніх Плавнях; три зелені соснові гілки вказують на рукотворні ліси, що оточують місто.
Кольори: синій — велич і краса; білий — чистота і юність; жовтий — багатство і вірність; червоний — сила і стійкість.